# ریوبن پی. بویس
ریوبن پاتریک بویس (Reuben Patrick Boise)‏ (۹ ژوئن ۱۸۱۹ – ۱۰ آوریل ۱۹۰۷)، وکیل، قاضی و سیاستمدار در قلمروی اورگن و سال‌های اولیه تشکیل ایالت اورگن بود. روبن که شهروند اصیل ماساچوست بود، در سال ۱۸۵۰ به اورگان مهاجرت نمود و دو مرتبه در مجموع ۱۶ سال با سه دوره ریاست دادگاه، در دادگاه عالی اورگن خدمت کرد. در اوایل حرفهٔ حقوقیش به‌عنوان وکیل دادگستری ناحیه‌ای کار می‌کرد.
بویس در سال ۱۸۵۷ عضو کنوانسیون قانون اساسی ایالت اورگن بود، در مجلس قانون‌گذاری قلمرو خدمت کرد و در تدوین قانون قلمرو اورگن کمک کرد. به‌عنوان قاضی دادگاه حوزوی نیز خدمت کرد و متولی چندین کالج بود. بویس که در کالج ویلیامز آموزش دیده بود، دو مرتبه با زنان اهل ماساچوست ازدواج نمود و مجموعاً پنج فرزند داشت.

## اوایل زندگی
روبن بویس در ۹ ژوئن سال ۱۸۱۹ در شهر بلندفورد ایالت ماساچوست در خانوادهٔ روبن بویس و سالی پوتنام بویس متولد شد. وارد کالج ولیامز در ویلیامزتاون ایالت ماساچوست شد و در سال ۱۸۴۳ با اخذ مدرک لیسانس در رشتهٔ هنر، با افتخار فارغ شد. بمحض فراغت به میزوری رفت و قبل از برگشت به ماساچوست مدت دو سال در آن‌جا در مدرسه تدریس کرد. بویس پس از برگشت برای مدت سه سال تحت نظر عمویش در رشته حقوق آموزش دید و در سال ۱۸۴۷ در کانون وکلا پذیرفته شد. مدت چند سال در شیکوپی فالز ایالت ماساچوست وکالت نمود.

## اورگن
بویس در سال ۱۸۵۰ تصمیم گرفت به قلمرو اورگن نقل مکان نماید. برای این‌که به آن‌جا برسد، ذریعه کشتی به پاناما سفر نمود و از باریکهٔ پاناما به اقیانوس آرام عبور نمود. بویس در اواخر همان سال با کشتی دیگری به شهر آستوریای اورگن در دهانهٔ رودخانهٔ کلمبیا رسید. در بهار سال ۱۸۵۱ به سمت بالای رود به پورتلند نقل مکان نمود و دفتر وکالت باز کرد. در پورتلند در نخستین هیئت مدیرهٔ مدرسه خدمت کرد. بویس در سال ۱۸۵۱ در حین اقامت در سان فرانسیسکو ایالت کالیفرنیا با الن فرانسیس لیون اهل بوستون ازدواج نمود. بویس با الن فرانسیس لیون در ماساچوست نامزد شده بود و با وی و خانواده‌اش برای حضور در مراسم عروسی در اطراف دماغهٔ هون کشتیرانی نمودند. قبل از مرگ الن در سال ۱۸۶۵، روبن و الن سه پسر به‌نام‌های روبن پی. بویس پسر، ویتنی ال. و فیشر ای، داشتند.
بویس هم‌چنان در سال ۱۸۵۱ از طرف اورویل سی. پرت قاضی دادگاه عالی اورگن، دادستان ناحیه‌ای منصوب شد. در سال ۱۸۵۲ یک اندازه زمین را در شهرستان پولک اورگن خرید و نام آن محله را به‌نام همسرش الندل تغییر نام داد. خانوادهٔ بویس در سال ۱۸۵۷ به سالم اورگن نقل مکان نمود. بویس در سال ۱۸۶۷ با خانم امیلی ای. پرت اهل وبستر ایالت ماساچوست، ازدواج نمود. این زوج دو دختر به‌نام‌های الن اس و مری ای. بویس، داشتند.

## حرفهٔ سیاسی
در سال ۱۸۵۲ توسط مجلس قانون‌گذاری قلمرو اورگن، دادستان نواحی ۱ و ۲ تعیین شد که این نواحی بیشتر ساحات درهٔ ویلامت را در بر می‌گرفت. بویس سال بعد مجدداً انتخاب شد و در این سمت خدمت کرد. در سال ۱۸۵۳ به‌عنوان سیاستمدار حزب دموکرات در مجلس سفلی مجلس نمایندگان، نمایندهٔ شهرستان‌های پولک و تیلاموک در مجلس قانون‌گذاری قلمرو بود. سال بعد بویس همراه با جیمز کی. کیلی و دانیل آر. بیگیلو به‌منظور کمک به تدوین قوانین اورگن انتخاب شد. در سال ۱۸۵۷ نماینده دموکرات‌ها از شهرستان پولک در کنوانسیون قانون اساسی اورگن بود. بویس همزمان با خدمت در کنوانسیون قانون اساسی در کمیتهٔ قانون‌گذاری خدمت می‌کرد.
بویس در سال ۱۸۵۷ از طرف جیمز بیوکنن رئیس‌جمهور ایالات متحده، جانشین سیروس اولنی در دادگاه عالی قلمرو منصوب شد و در سال ۱۸۵۸ به خدمت شروع نمود. سپس در ۱۸۵۹ پس از ایالت شدن اورگن در ۱۴ فوریه سال ۱۸۵۹، در دادگاه عالی اورگن انتخاب شد. قاضی بویس تا سال ۱۸۷۰ خدمت کرد و در سال ۱۸۶۴ مجدداً برنده انتخابات شد. پس از برنده شده در انتخابات مجدد در سال ۱۸۷۰، در پی به چالش کشیده شدن نتایج انتخابات استعفا داد. بویس در سال ۱۸۷۴ به عضویت کمیسیون نظارت بر ساخت و ساز ساختمان پایتخت ایالت اورگن انتخاب شد.
در سال ۱۸۷۶ در نتیجهٔ برنده شدن در انتخابات به دادگاه عالی اورگن برگشت. مجمع قانون‌گذاری اورگن دو سال بعد دادگاه را به دادگاه عالی و دادگاه حوزوی اورگن تقسیم نمود و تعداد قضات دادگاه عالی را به سه نفر کاهش داد. با تشکیل دادگاه جدید تمامی قاضی‌های قبلی کرسی خود را از دست دادند و سه پُست با تعیینات فرماندار تکمیل شد. بویس در سال ۱۸۷۸ از طرف فرماندار دبلیو. دبلیو تایار در دادگاه جدید منصوب شد و دورهٔ خدمتش در سال ۱۸۸۰ پایان یافت. بویس در جریان مدت حضور در دادگاه، از سال ۱۸۶۴ تا ۱۸۶۶، از سال ۱۸۷۰ تا ۱۸۷۲ و از سال ۱۸۷۶ تا ۱۸۷۸ سه دوره من‌حیث رئیس دادگاه خدمت نمود.
پس از ترک عالی‌ترین دادگاه ایالتی، در سال ۱۸۸۰ به‌عنوان قاضی دادگاه حوزوی ایالتی ناحیهٔ سوم قضائی شهرستان‌های یمهیل، تیلاموک، ماریون، لین و پولک را تحت پوشش قرار می‌داد، انتخاب شد. تا سال ۱۸۹۲ در این دادگاه خدمت نمود و سپس وارد وکالت خصوصی شد. بویس پس از شش سال وکالت خصوصی در سیلم، در سال ۱۸۹۸ به دادگاه حوزوی برگشت. در ژوئیه سال ۱۹۰۴ از دادگاه بازنشسته شد.

## اواخر زندگی و میراث
بویس در اواخر سال‌های زندگیش در هیئت متولیان در دانشگاه ویلامت در سیلم و دانشگاه پاسفیک واقع فورست گرو خدمت کرد. دانشگاه پاسفیک مدرک افتخاری دکتری حقوق برایش اعطا کرد. برعلاوه بویس یکی از متولیان مدرسهٔ مقدماتی آکادمی لا کریول واقع دالاس و عضو هیئت امنای کالج کشاورزی اورگن (دانشگاه ایالتی اورگن فعلی) بود. پنج دوره رئیس انجمن همکاری و تعاون کشاورزان بود و کارخانهٔ پارچه‌ها پشمی الندل متعلق به وی بود. بویس که یک سخنران عمومی بود، در انجمن تاریخی اورگن، انجمن پیشگامان اورگن و کانون وکلای ایالتی اورگن و به همین‌گونه در مراسم افتتاح بنای یادبود مبلغ جیسون لی سخنرانی کرد.
روبن پاتریک بویس در ۱۰ آوریل سال ۱۹۰۷ در سن ۸۷ سالگی در شهر سیلم در گذشت و در قبرستان سیلم پایونیر به خاک سپرده شد. جورج هنری ویلیامز دادستان کل سابق ایالات متحده موعظهٔ مراسم جنازه را در حضور تعداد زیادی سیاستمداران و مقامات ایراد کرد. دادگاه ایالتی به افتخار قاضی سابق، در همان روز موقتاً تعطیل شد. بویس در حین مرگ به مساحت بیشتر از ۲٬۶۰۰ (۱۱ کیلومتر مربع) جریب زمین زراعتی در میان سه مزرعه در شهرستان‌های ماریون و پولک، داشت. جادهٔ روبن بویس در شهرستان پولک به افتخار وی نام‌گذاری شده‌است، همچنان ساختمان روبن پاتریک بویس در شهر سالم در فهرست ملی اماکن تاریخی ثبت شده است.